# The Washington Post Company
The Washington Post Company este o companie media americană care deține mai multe ziare, dintre care cel mai cunoscut este The Washington Post, compania de educație Kaplan și mai multe posturi de televiziune.
Număr de angajați în 2007: 19.000
Cifra de afaceri în 2007: 4,18 miliarde dolari
Venit net în 2007: 288,6 milioane dolari